# Соловьи (песня)
«Соловьи́» — популярная песня композитора Василия Соловьёва-Седого на стихи Алексея Фатьянова, написанная в 1944 году (первый вариант стихотворения датирован 1942 годом). Изначально песня была известна под названием «Пришла и к нам на фронт весна», также встречается название «Соловьи, соловьи, не тревожьте солдат». Первыми исполнителями песни считаются Георгий Виноградов и Владимир Бунчиков, в некоторых источниках упоминается Михаил Михайлов. Соловьёв-Седой также включил песню «Соловьи» в свою оперетту «Верный друг», работу над которой он завершил в 1945 году.
Музыковед Арнольд Сохор относил песню «Соловьи» к типу лирических «песен-собеседований», авторы которых обращаются к каждому из слушателей в отдельности «приветливо и доверчиво, с мягким, добрым словом сочувствия и ласки». Музыковед Юлий Кремлёв отмечал оригинальность построения песни, которая «начинается припевом, обращённым к соловьям», что сразу же подчёркивает её лирическое содержание. По словам музыковеда Льва Данилевича, песня «Соловьи» звучит «протяжно и широко, в духе романса», а её мелодия «передаёт ощущение весеннего тепла, полей и лесов, только что одевшихся в свой зелёный наряд».

## История

### Создание песни
Соловьи, соловьи, не тревожьте солдат,

Пусть солдаты немного поспят,

Немного пусть поспят.

Пришла и к нам на фронт весна,

Солдатам стало не до сна —

Не потому, что пушки бьют,

А потому, что вновь поют,

Забыв, что здесь идут бои,

Поют шальные соловьи.

Соловьи, соловьи, не тревожьте солдат,

Пусть солдаты немного поспят,

Немного пусть поспят.
Песня «Соловьи» была создана в конце 1944 года, когда её авторы — композитор Василий Соловьёв-Седой и поэт-фронтовик Алексей Фатьянов — встретились в Москве. До этого они уже работали вместе: в 1942—1943 годах ими было написано около десяти песен, в основном на военную тематику.

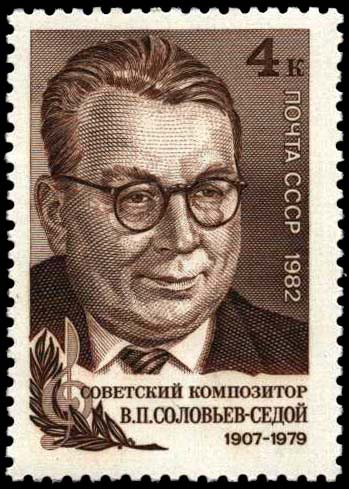
Василий Соловьёв-Седой на почтовой марке СССР 1982 года

Василий Соловьёв-Седой в то время жил в гостинице «Москва» и работал над опереттой «Верный друг». Алексей Фатьянов, отличившийся на фронте при штурме венгерского города Секешфехервара, был награждён десятидневным отпуском, во время которого он также прибыл в Москву и поселился в той же гостинице. Василий Соловьёв-Седой вспоминал: «Однажды утром дверь моей комнаты открылась, на её пороге я увидел Алексея Фатьянова, молодцеватого, улыбающегося, с медалью на выцветшей фронтовой гимнастёрке. Соскучился я по Алексею и его песням! Оказывается, он получил отпуск для работы со мной, привёз с собой две готовые песни, написанные им на фронте. Алексей тут же прочёл их, а я, сев за пианино, в то же утро написал к ним музыку. Это были „Соловьи“ и „Ничего не говорила“».

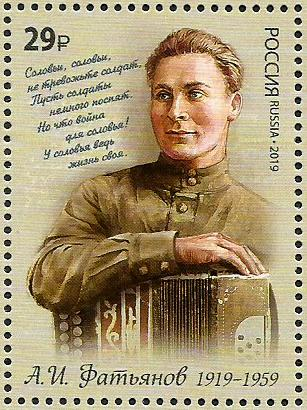
Алексей Фатьянов и строки из песни «Соловьи» на почтовой марке России 2019 года

Сам Алексей Фатьянов так рассказывал о том, как были созданы слова будущей песни «Соловьи», которая в изначальном варианте имела название «Пришла и к нам на фронт весна»: «Помню фронт. В большой зелёной роще мы, солдаты, после только что затихшего боя лежим, отряхиваясь от крупинок засыпавшей нас земли, и вдруг слышим: вслед за растаявшим вдали рокотом вражеских самолётов, во всё горло, как бы утверждая жизнь, защёлкал соловей!» В архиве Фатьянова сохранился черновик стихотворения, датированный 1942 годом.
После того как в гостиничном номере была создана музыка к песням «Соловьи» и «Ничего не говорила», по воспоминаниям Соловьёва-Седого, авторы «зазвали к себе народ, обслуживавший гостиницу, а также генерала, жившего в соседнем номере, спели наши новые песни, получили одобрение аудитории, а генерал даже стал нашим соавтором, предложив исправить в „Соловьях“ одну строку: „Пусть солдаты (а не ребята, как было у нас) немного поспят“». Известны и некоторые подробности: импровизированный концерт состоялся в холле на 12-м этаже гостиницы «Москва», а после него к авторам подошёл высокий статный военный, представившийся генералом Соколовым, — он-то и убедил Соловьёва-Седого и Фатьянова заменить «ребят» на «солдат». Впоследствии, когда песня была передана на радио, одному из редакторов не понравилась именно эта строчка — «идёт война, а мы солдат спать призываем!», но Фатьянов отказался вносить изменения, и в конце концов песня была исполнена именно в этом варианте.
По словам музыковеда Юрия Бирюкова, существовала более ранняя версия песни «Соловьи», написанная в том же 1944 году на слова Фатьянова композитором Марком Фрадкиным. Бирюков узнал про это от Леонида Утёсова, сообщившего, что этот вариант был передан ему Фрадкиным вместе с другой песней — «Дорога на Берлин», причём мелодия припева напоминала ту, которая была в более поздней версии Соловьёва-Седого. Согласно рассказу, Утёсов включил «Соловьёв» в свой репертуар, но через несколько месяцев услышал эту песню по радио в другом исполнении, причём композитором был объявлен Соловьёв-Седой. Марк Фрадкин так описывал эту историю: «Наша главная ссора [с Фатьяновым], единственная, помешавшая фактически нашей дружбе, случилась на песне „Соловьи“, которую мы с ним написали и отдали Утёсову. Буквально на следующий день я уехал на фронт. А когда через несколько месяцев вернулся, песня „Соловьи“ уже звучала с музыкой Соловьёва-Седого. Меня это очень обидело, поскольку песня у нас получилась, как мне кажется, удачной».

### После создания
В апреле 1945 года Всесоюзное управление по охране авторских прав небольшим тиражом (500 экземпляров) выпустило отдельным изданием ноты песни «Соловьи» — в публикации использовалось название «Пришла и к нам на фронт весна», а композитором был указан «В. Седой» (так в то время подписывал свои произведения Василий Павлович). По мнению писателя и исследователя истории русской эстрады Валерия Сафошкина, возможно, что «именно после головокружительного успеха „Соловьёв“» композитор стал использовать двойную фамилию «Соловьёв-Седой», под которой он стал наиболее известен в последующие годы.
Василий Соловьёв-Седой также включил песню «Соловьи» в свою оперетту «Верный друг», работу над которой он завершил в 1945 году. Использованная в третьем действии в качестве вступления, эта песня, по мнению критиков, оказалась «наиболее ярким мелодическим фрагментом оперетты». В конце 1944 года песня «Соловьи» получила 1-ю премию на конкурсе Всесоюзного гастрольно-концертного объединения, на котором были представлены музыкальные произведения для эстрады. На том же конкурсе 3-ю премию получила другая песня Соловьёва-Седого на стихи Фатьянова — «Ничего не говорила».
Впоследствии песня «Соловьи» стала очень популярной и даже упоминалась в стихах других поэтов. Перечисляя песни, которые пели в 1945 году возвращавшиеся из Берлина фронтовики, Давид Самойлов в стихотворении «Рубежи» (из цикла «Ближние страны») вспоминал «Соловьи, не будите солдат». Николай Старшинов в одном из своих стихотворений писал: «Тут и выйдет Алёша Фатьянов, / Запевала из всех запевал. / Не его ли в глухом чернолесье / Надрывались всю ночь соловьи? / Не его ли широкие песни / Были самые наши. Свои».
Высоко ценил песню «Соловьи» полководец Георгий Жуков — в 1970 году на вопрос о его любимых песнях, заданный ему в одном из интервью, он ответил: «Мои вкусы, я думаю, не расходятся со вкусом многих людей: „Вставай, страна огромная!“, „Дороги“, „Соловьи“… Это бессмертные песни! Потому что в них отразилась большая душа народа!»

## Анализ и отзывы
Музыковед Арнольд Сохор относил песню «Соловьи» к типу лирических «песен-собеседований», авторы которых обращаются к каждому из слушателей в отдельности «приветливо и доверчиво, с мягким, добрым словом сочувствия и ласки», — в данном случае используется образ соловья-соловушки, который часто встречается в лирических песнях, передающих мечты о любви или воспоминания о нежных встречах. По словам Сохора, наиболее явно тоска по любви выражена в припеве, «основанном на интонациях, типичных для лирического бытового романса, и выдержанном в движении колыбельной». В то же время в песне присутствует не только тоска по любви, но и «весенний расцвет жизни, разлив чувств, захватывающих душу солдата», несмотря на то, что война продолжается. Сравнивая её с предшествующими песнями Соловьёва-Седого, Сохор писал, что в «Соловьях» гораздо больше распева, приобретает большее значение партия хора, эта песня «полнозвучнее, богаче подголосками», в ней «больше движения, ярче, сочнее краски». Сохор также отмечал определённую несимметричность ритмического рисунка песни, состоящую в том, что припев представляет собой период из 12 тактов, а запев — период из 13 тактов. При этом, по мнению Сохора, используемые гармонические средства (включая задержания и нонаккорды) «иногда придают звучанию песни сентиментально-слащавый оттенок».

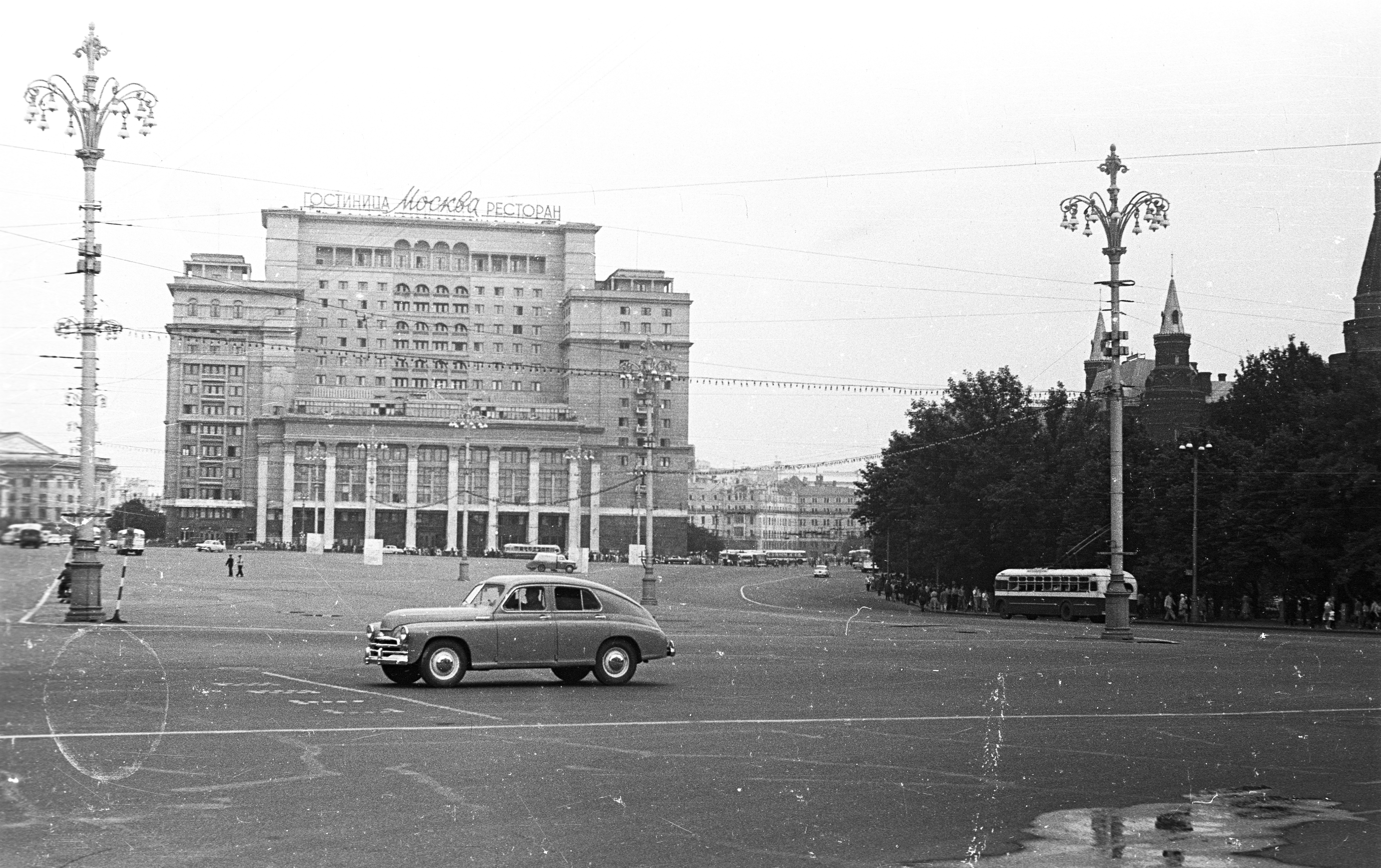
Создание песни тесным образом связано с гостиницей «Москва»

Обсуждая творчество Соловьёва-Седого, музыковед Юлий Кремлёв писал, что песня «Соловьи» была у него «наиболее ярким и характерным произведением» 1944 года. Кремлёв отмечал оригинальность построения песни, которая «начинается припевом, обращённым к соловьям», что сразу же подчёркивает её лирическое содержание. По его словам, «интонации этого припева тесно связаны с характерной выразительностью сексты, превосходно использовавшейся романтиками и затем ставшей широко распространённой». В качестве примеров Кремлёв приводил отрывки из третьей вариации экспромта Франца Шуберта соч. 142 № 3, из трио марша Василия Агапкина «Прощание славянки», а также упоминал некоторое сходство с романсом Николая Харито «Отцвели хризантемы».
Музыковед Лев Данилевич отмечал, что в некоторых из созданных в 1941—1945 годах песен Соловьёва-Седого можно найти косвенную связь с традициями русского романса первой половины XIX века. Отличительной чертой русского романса был сентиментализм, элементы которого были в какой-то мере возрождены Алексеем Фатьяновым, на стихи которого был написан ряд песен Соловьёва-Седого. В частности, по словам Данилевича, песня «Соловьи» звучит «протяжно и широко, в духе романса», а её мелодия «передаёт ощущение весеннего тепла, полей и лесов, только что одевшихся в свой зелёный наряд».
В рамках лингвостилистического анализа стихотворения-песни «Соловьи» филолог Ирина Позерт отмечала образность языка Фатьянова, а также точность и строгость отбора слов. Она писала, что слово-образ «соловьи» и его производные встречаются в ряде стихотворений поэта, являясь «символом весны, возрождающейся жизни, красоты и любви». Кроме этого, по словам Позерт, слово «соловьи» могло ассоциироваться с «малой родиной» Фатьянова — деревней Малое Петрино, ныне находящейся в черте города Вязники Владимирской области. Встречающееся в песне словосочетание «шальные соловьи» употребляется в смысле «игривые, резвые, ведущие себя более вольно и шумно, чем следует», в данном случае — тревожащие солдатский сон. По мнению Позерт, строки «Но что война для соловья — / У соловья ведь жизнь своя» показывают, что в метафорическом смысле слово «соловей» становится «символом поэта, творчество которого не могут остановить даже пушки».

## Исполнители
Первыми исполнителями песни считаются Георгий Виноградов и Владимир Бунчиков, впоследствии Виноградов исполнял её с Ансамблем песни и пляски Советской армии. По некоторым данным, первым, кто начал исполнять песню на концертах, был Михаил Михайлов, но ранние записи в его исполнении не попали в эфир. За свою историю песня «Соловьи» входила в репертуар многих других известных певцов и певиц, таких как Иван Суржиков, Алла Иошпе и Стахан Рахимов, Алибек Днишев, Анна Герман, Карел Готт, Александр Подболотов, Николай Басков, Ани Лорак, Татьяна Петрова и другие. В качестве солистов Ансамбля песни и пляски Советской, а затем Российской армии песню исполняли Евгений Беляев, Алексей Мартынов и Вадим Ананьев.

## Комментарии
1. ↑  Генерал-лейтенант Сергей Владимирович Соколов (1904—1965)[12].
2. ↑  Стихотворный размер также различается: у припева — анапест, а у запева — ямб[24].
3. ↑  В стихотворении Фатьянова «Малое Петрино» есть такие строки: «Вечер. Свежо. А в садах, не смолкая, // Соревнуются соловьи»[28].